# Киркер, Джеймс
Джеймс («дон Сантьяго») Киркер (англ. James Kirker ; 1793—1853) — американский пират, солдат, наёмник, торговец, маунтинмен, охотник за скальпами, «истребитель индейцев».

## Биография
Ирландец по происхождению. Родился недалеко от Белфаста. В юности получил некоторое формальное образование, учился на скорняка и основам мерчендайзинга. Чтобы избежать призыва на службу в британских ВМС, отправился в Америку.
В 1810 прибыл в Нью-Йорк. Во время англо-американской войны 1812 года принимал участие в нападениях американских корсаров на британские корабли у восточного побережья Северной Америки. В течение года был капером, затем вернулся в Нью-Йорк. В 1813 году женился, имел сына.
В 1817 году, бросив семью, переехал на запад в Сент-Луис (Миссури). В 1822 году Киркер присоединился к сотне храбрецов, набранных для участия в экспедиции Уильяма Генри Эшли в верховья реки Миссури в индейские земли добывать меха.
В 1824 отправился в Санта-Фе в Нью-Мексико, где провёл зиму и в течение нескольких лет занимался охотой на юге Скалистых гор и торговлей бобровыми шкурами .
В 1826 году работал на медных шахтах близ Силвер-Сити (Нью-Мексико), сопровождал обозы меди на монетный двор в Чиуауа (Мексика). Киркер и его охранники имели несколько стычек с апачами в пути. Он приобрел репутацию умелого борца с индейцами, а затем разработал методику эскорта и организации службы безопасности ценных грузов.
В 1833 году, не разводясь с первой женой, повторно женился на мексиканке Рите Гарсиа и в 1835 году получил мексиканское гражданство. У пары родилось три сына и дочь.
Через несколько лет перебрался в Санта-Рита-дель-Кобре. За годы странствий и охоты близко познакомился с чирикауа-апачами. Продавал им оружие и боеприпасы. Есть сведения, что он даже совершал вместе с ними набеги на Сонору, занимался угоном домашнего скота в Мексике.
Начиная с 1831 года, нападения апачей стали серьезной проблемой для мексиканских штатов Чиуауа и Сонора.
В 1838 году подключился к скальповому бизнесу. Собрав отряд из 23 человек (белых американцев, мексиканцев, шауни и делаваров), неожиданно атаковал селение апачей в долине верховий р. Хила. Из 250 жителей деревушки 55 потеряли свои скальпы.
В 1839—1846 годах он заключил четыре контракта с губернаторами Чиуауа по борьбе с апачами, команчами и индейцами навахо.
Генерал-губернатор Чиуауа подписал с ним контракт на добычу индейских скальпов. Летом 1839 года Киркер подписал новый контракт, по которому за 100 000 песо обещал заставить враждебных апачей подписать мирный договор с правительством штата, а также преподнести хороший урок команчам.
Для выполнения задачи Киркер набрал 150 головорезов (американцев, мексиканцев, беглых рабов, делаваров, шауни, криков). Самая богатая добыча досталась им 5 сентября 1839 г., когда они «схватились с бандой апачских конокрадов», добыв 40 скальпов.
В декабре Киркер подписал новый контракт на 4 месяца, и в феврале 1840 г. с отрядом шауни и делаваров к юго-востоку от города Чиуауа напал на группу апачей, добыв 15 скальпов и 20 пленников.
В июне 1840 г. новый губернатор Чиуауа под давлением военной элиты предложил ему вместо контракта регулярную оплату, как полковнику мексиканской армии, однако тот отклонил предложение. В результате контракт с Киркером был разорван. Но набеги индейцев усиливались, и ещё до зимы Киркер снова оказался востребованным. Губернатор подозревал, что люди Киркера не гнушаются заодно срезать волосы у представителей мирных племен и мексиканских пеонов и решил изменить условия контракта. В итоге тот оставил кровавый бизнес, поселился на западе Чиуауа, где в течение последующих 3 лет помогал апачам перепродавать ворованный скот.
В 1845 г. мексиканцы возобновили выплаты за скальпы враждебных индейцев. К тому времени печально известный головорез Киркер умудрился настолько сблизиться с апачами, что, по словам одного из его людей, «стал их вождём». Губернатор Чиуауа дон Анхель Триас объявил огромную награду за его голову — 9 000 песо. Но «дон Сантьяго» через посредников связался с губернатором и подписал новый контракт, по которому должен был получать по 50 песо за каждый апачский скальп. С отрядом в 150 человек Киркер вернулся в селение апачей, в котором, согласно некоторым источникам, жил до подписания контракта, и устроил резню — добыча составила 182 скальпа, в числе которых оказался скальп личного проводника Киркера, убитого в схватке с апачами.
7 июля 1846 г. недалеко от Галеаны его банда вырезала общину вождя Рейеса, и Киркер привез в Чиуауа-Сити 148 скальпов. Американские солдаты позднее видели их выставленными на всеобщее обозрение в кафедральном соборе. В декабре 1846 г. он был объявлен врагом государства, за голову Киркера вновь была назначена награда — теперь уже в 10 000 песо, и ему пришлось спешно бежать из Чиуауа.
Умер в 1853 г. в Калифорнии.
Был известен в Мексике и по всему Западу, как «дон Сантьяго» и «Король Новой Мексики». Был крупным, подвижным мужчиной, бесстрашным, превосходным стрелком и наездником, одетым в мексиканский костюм из кожи с бахромой, увешанный оружием. Свободно говорил и писал по-испански и знал несколько индейских языков. Киркер при жизни был известен, как человек большой предприимчивости и предвидения. После его смерти, однако, его имя было забыто. Причиной этому, как позже выяснилось, стал роман Майн Рида «Охотники за скальпами или романтические приключения в Северной Мексике» (1851), в котором Киркер изображен отъявленным злодеем.